# Tatjana Tomasjova
Tatjana Ivanovna Tomasjova (Russisch: Татьяна Ивановна Томашова) (Perm, 1 juli 1975) is een voormalig Russische middellange- en langeafstandloopster. Ze kwam met name uit op de 1500 m. Ze is tweevoudig wereldkampioene op deze afstand (WK 2005 en WK 2003) en won op de Olympische Spelen van Athene in 2004 een zilveren medaille achter Kelly Holmes en voor Maria Cioncan.

## Loopbaan
Eerder was Tomasjova er op de Olympische Spelen van Sydney in 2000 ook al bij. Zij nam toen deel aan de 5000 m, waarop zij in de finale 13e werd. Bovendien won zij op het EK in 2002 een bronzen medaille op de 1500 m.
Tomasjova kon in 2007 haar dubbele wereldtitel op de 1500 m niet verdedigen. Een week voor de start van het wereldkampioenschap in Osaka moest de Russische zich noodgedwongen afmelden. Zij was tijdens de training geblesseerd geraakt. De regerend wereldkampioene had dat jaar toch al weinig prestaties van allure achter haar naam staan en was met 4.02,8 achtste op de wereldranglijst. Geen succesvol jaar voor de toen 32-jarige atlete, voor wie de jaren beginnen te tellen.
Op 31 juli 2008, ruim een week voor het begin van de Olympische Spelen in Peking, werd Tomasjova uit de Russische selectie gezet vanwege het vermoeden, dat zij tijdens een dopingcontrole een ander dan haar eigen urinemonster zou hebben ingeleverd. Uit DNA-onderzoek zou dit zijn gebleken. Dit staat gelijk aan een positieve dopingcontrole. Samen met zes andere Russinnen, die van hetzelfde vergrijp worden verdacht, werd ze verwijderd uit het Russische kamp. Vervolgens werd op 21 oktober 2008 bekendgemaakt dat de Russische atletiekfederatie alle zeven atletes, onder wie Tomasjova, een schorsing van twee jaar had opgelegd.
Overigens is er tussen de Russische atletiekbond en de IAAF onenigheid ontstaan over het startpunt van de schorsing. De Russen wilden de schorsing met terugwerkende kracht in laten gaan op het moment van de eerste controles in het april 2007. Dat houdt in dat de atletes in de zomer van 2009 weer aan wedstrijden én het WK in Berlijn mee zouden kunnen doen. De IAAF verwerpt dit idee en gaat ervan uit dat ze pas in 2010 weer startgerechtigd zijn. Waarschijnlijk wordt nu de zaak aan het arbitragehof voor de sport, het CAS, voorgelegd.
Tomasjova heeft intussen verklaard in beroep te zullen gaan tegen de veroordeling en volgens haar zijn haar collega’s hetzelfde van plan.

## Nationale en internationale kampioenschappen
| Titel                     | jaar             |
| ------------------------- | ---------------- |
| Wereldkampioene 1500 m    | 2003, 2005       |
| Europees kampioene 1500 m | 2006             |
| Russisch kampioene 1500 m | 2001, 2002, 2003 |
| Russisch kampioene 5000 m | 2000             |

## Persoonlijke records
Outdoor
| Onderdeel | Prestatie | Datum             | Plaats   |
| --------- | --------- | ----------------- | -------- |
| 800 m     | 2.02,49   | 20 september 2003 | Moskou   |
| 1000 m    | 2.34,91   | 23 augustus 2005  | Linz     |
| 1500 m    | 3.58,12   | 13 augustus 2006  | Göteborg |
| 3000 m    | 8.25,56   | 29 juni 2001      | Rome     |
| 5000 m    | 14.39,22  | 31 augustus 2001  | Berlijn  |

Indoor
| Onderdeel   | Prestatie | Datum            | Plaats     |
| ----------- | --------- | ---------------- | ---------- |
| 3000 m      | 7.38,63   | 21 februari 2008 | Stockholm  |
| 2 Eng. mijl | 8.13,28   | 16 februari 2008 | Birmingham |

## Prestaties

### Kampioenschappen
| Jaar | Wedstrijd            | Plaats       | Resultaat | Onderdeel     | Tijd     |
| ---- | -------------------- | ------------ | --------- | ------------- | -------- |
| 1999 | WK veldlopen         | Belfast      | 37e       | korte afstand | 16.26    |
| 2000 | Olympische Spelen    | Sydney       | 13e       | 5000 m        | 15.01,28 |
| 2001 | Grand Prix Finale    | Melbourne    | 2e        | 3000 m        | 9.30,39  |
|      | WK                   | Edmonton     | 10e       | 5000 m        | 15.23,83 |
| 2002 | EK                   | München      | 3e        | 1500 m        | 4.01,28  |
|      | Grand Prix Finale    | Parijs       | 2e        | 3000 m        | 8.56,34  |
|      | Wereldbeker          | Madrid       | 2e        | 1500 m        | 4.09,74  |
| 2003 | WK                   | Parijs       | 1e        | 1500 m        | 3.58,52  |
|      | Wereldatletiekfinale | Monaco-Ville | 7e        | 1500 m        | 4.02,78  |
| 2004 | Olympische Spelen    | Athene       | 2e        | 1500 m        | 3.58,12  |
|      | Wereldatletiekfinale | Monte Carlo  | 2e        | 1500 m        | 4.05,18  |
| 2005 | WK                   | Helsinki     | 1e        | 1500 m        | 4.00,35  |
|      | Wereldatletiekfinale | Monte Carlo  | 2e        | 1500 m        | 4.00,28  |
| 2006 | EK                   | Göteborg     | 1e        | 1500 m        | 3.56,91  |
|      | Wereldatletiekfinale | Stuttgart    | 2e        | 1500 m        | 4.03,26  |
|      | Wereldbeker          | Athene       | 2e        | 1500 m        | 4.02,45  |
| 2012 | OS                   | Londen       | 2e        | 1500 m        | 4.10,90  |
| 2015 | WK                   | Peking       | 10e       | 1500 m        | 4.14,18  |

### Golden League-podiumplekken
| Jaar | Wedstrijd             | Plaats      | Resultaat | Onderdeel | Tijd     |
| ---- | --------------------- | ----------- | --------- | --------- | -------- |
| 2001 | Golden Gala           | Rome        | 3e        | 3000 m    | 8.25,56  |
|      | Meeting Gaz de France | Saint-Denis | 3e        | 3000 m    | 8.27,02  |
|      | Memorial Van Damme    | Brussel     | 2e        | 3000 m    | 8.30,56  |
| 2002 | Bislett Games         | Oslo        | 3e        | 5000 m    | 14.47,85 |
|      | Weltklasse Zürich     | Zürich      | 2e        | 3000 m    | 8.33,40  |
|      | Memorial Van Damme    | Brussel     | 3e        | 3000 m    | 8.28,18  |
| 2003 | Weltklasse Zürich     | Zürich      | 3e        | 1500 m    | 4.00,91  |
| 2004 | Golden Gala           | Rome        | 3e        | 1500 m    | 4.01,69  |
|      | Memorial Van Damme    | Brussel     | 1e        | 1500 m    | 4.02,27  |
|      | ISTAF                 | Berlijn     | 1e        | 1500 m    | 4.04,41  |

1983 Mary Decker ·
1987 Tatjana Samolenko ·
1991 Hassiba  Boulmerka ·
1993 Liu Dong ·
1995 Hassiba  Boulmerka ·
1997 Carla Sacramento ·
1999 Svetlana Masterkova ·
2001 Gabriela Szabó ·
2003 Tatjana Tomasjova ·
2005 Tatjana Tomasjova ·
2007 Maryam Jamal ·
2009 Maryam Jamal ·
2011 Jennifer Simpson ·
2013 Abeba Aregawi ·
2015 Genzebe Dibaba ·
2017 Faith Chepngetich Kipyegon ·
2019 Sifan Hassan ·
2022 Faith Chepngetich Kipyegon ·
2023 Faith Chepngetich Kipyegon